# Léon Clédat
Léon Clédat, född 1851, död 1930, var en fransk språkforskare.
Clédat var professor i medeltidsfranska och litteratur vid universitetet i Lyon 1876-1916. Clédat har bland annat utgivit Grammaire raisonnée de la langue française (1894) och den lilla värdefulla, mera populärt hållna Dictionaire étymologique de la langue française (1912, 7:e upplagan 1922). Han grundlade 1887 Revue de philogie française et provençale, där han offentliggjorde undersökningar av franska dialekter och ivrade för reformer i den franska rättsstavningen.